# ویلیام تی. پاسمور
ویلیام تی. پاسمور (انگلیسی: William T. Passmore; ۶ سپتامبر ۱۸۸۲ – ۹ مهٔ ۱۹۵۵) بازیکن لاکراس اهل ایالات متحده آمریکا بود.